# John Theophilus Desaguliers
John Theophilus o Jean Theophile Desaguliers (La Rochelle, 12 de marzo de 1683 - Londres, 29 de febrero de 1744) fue un filósofo, ingeniero y masón británico nacido en Francia.
Fue hijo de un pastor protestante de la comunidad de Aytré, actualmente Faubourg de la Rochelle. Como consecuencia de las persecuciones contra las reformas religiosas del reinado de Luis XIV, sus padres y familiares abandonaron Francia para establecerse en Inglaterra. Ingresó a Christ Church, Oxford, siguió el plan de estudios clásico habitual y se graduó en 1709. Obtuvo una maestría allí en 1712. En 1719, Oxford le concedió el título honorífico de Doctor en Derecho Civil, tras lo cual a menudo se le conoció como Dr. Desaguliers. 
Desaguliers fue ordenado diácono en 1710, en el Palacio de Fulham, y sacerdote en 1717, en el Palacio de Ely en Londres. James Brydges, primer duque de Chandos, nombró a Desaguliers su capellán en 1716.
En 1714, Isaac Newton, presidente de la Royal Society, invitó a Desaguliers a reemplazar a Francis Hauksbee (1660-1713) como manifestante en las reuniones semanales de la Sociedad; poco después fue nombrado miembro de la Royal Society. Desaguliers promovió las ideas de Newton y mantuvo la naturaleza científica de las reuniones cuando Hans Sloane asumió la presidencia después de la muerte de Newton en 1727. Desaguliers contribuyó con más de 60 artículos a Philosophical Transactions of the Royal Society. Recibió la prestigiosa Medalla Copley de la Royal Society en 1734, 1736 y 1741. La "Disertación sobre la electricidad" de Desaguliers (1742), en la que acuñó los términos conductor y aislante, recibió una medalla de oro de la Academia de Ciencias de Burdeos.
Desaguliers aplicó sus conocimientos a aplicaciones prácticas. Además de su interés por las máquinas de vapor y la ingeniería hidráulica (en 1721 solucionó un problema en el suministro de agua de la ciudad de Edimburgo), desarrolló experiencia en ventilación. Ideó una chimenea más eficiente que se utilizó en la Cámara de los Lores y también inventó la rueda de soplado que eliminó el aire viciado de la Cámara de los Comunes durante muchos años. Desaguliers fue asesor parlamentario de la junta encargada del primer puente de Westminster. Este segundo cruce del Támesis, muy necesario, no se completó hasta 1750, después de su muerte. 
Desaguliers era miembro de la logia que se reunía en Rummer & Grapes Tavern en Channel Row, Westminster, aunque esa logia se trasladó más tarde a Horn Tavern en New Palace Yard. Según el reverendo James Anderson, esta logia se unió a otras tres logias el 24 de junio de 1717 para formar lo que se convertiría en la Gran Logia de Inglaterra. Se convirtió en el tercer Gran Maestro en 1719 y más tarde fue tres veces Gran Maestro Adjunto. Ayudó a James Anderson a redactar las reglas de las Constituciones de la logia, conocidas como Constituciones de Anderson, publicadas en 1723. Durante un viaje de conferencias a los Países Bajos en 1731, Desaguliers inició en la masonería a Francisco, duque de Lorena (1708-1765), quien más tarde se convirtió en emperador del Sacro Imperio Romano Germánico. Desaguliers también presidió cuando Federico, Príncipe de Gales, se convirtió en masón en 1731, y además se convirtió en capellán del Príncipe.
Fue el único que recibió la Medalla Copley tres veces:
- 1734: "En consideración a sus experimentos presentados en la Royal Society".[3]
- 1736: "Por sus experimentos realizados durante el año".[4]
- 1741: "Por sus experimentos dedicados al descubrimiento de las propiedades de la electricidad".[5]

En 1712 se casó con Juana Pudsey, hija de William Pudsey, cerca de Oxford. De esta unión nacieron cuatro niños y tres niñas, de los cuales sólo sobrevivieron dos niños: Juan Teófilo, que fue clérigo protestante igual que su padre; y Thomas, que optó por la carrera militar. Murió el 29 de febrero (fue año bisiesto) de 1744. Hacía dos años que la salud no le permitía ir a logia.